# Songs from the Laundry Room
A Songs from the Laundry Room a Foo Fighters 2015-ben megjelent középlemeze. A lemezen az Alone + Easy Target és Big Me számok korai demói, egy Kids in America-feldolgozás és egy eddig nem hallott dal, az Empty Handed kapott helyet. A középlemezt a Record Store Day alkalmából adták ki. Az vinyl EP-ből csupán 4000 darab készült.

## Az album dalai
Az összes szám szerzője Dave Grohl. 
| A-oldal | A-oldal                    | A-oldal           | A-oldal | A-oldal | A-oldal | A-oldal | A-oldal | A-oldal | A-oldal |
| #       | Cím                        | A felvétel dátuma | Hossz   |         |         |         |         |         |         |
| ------- | -------------------------- | ----------------- | ------- | ------- | ------- | ------- | ------- | ------- | ------- |
| 1.      | Alone + Easy Target (demó) | 1992. január 3.   | 5:14    |         |         |         |         |         |         |
| 2.      | Big Me (demó)              | 1994. március     | 2:19    |         |         |         |         |         |         |
| 7:33    |                            |                   |         |         |         |         |         |         |         |

| B-oldal | B-oldal                                 | B-oldal           | B-oldal | B-oldal | B-oldal | B-oldal | B-oldal | B-oldal | B-oldal |
| #       | Cím                                     | A felvétel dátuma | Hossz   |         |         |         |         |         |         |
| ------- | --------------------------------------- | ----------------- | ------- | ------- | ------- | ------- | ------- | ------- | ------- |
| 3.      | Kids In America (Kim Wilde-feldolgozás) | 1991. február 16. | 3:39    |         |         |         |         |         |         |
| 4.      | Empty Handed                            | 1992. január 3.   | 1:47    |         |         |         |         |         |         |
| 5:26    |                                         |                   |         |         |         |         |         |         |         |

## Helyezések
| Lista (2015)                                                              | Helyezés |
| ------------------------------------------------------------------------- | -------- |
| Egyesült Királyság (Physical Singles Sales - Official Charts Company)     | 3        |
| Egyesült Királyság (Vinyl Singles Chart Top 40 - Official Charts Company) | 3        |